# Grand Prix automobile de Rio de Janeiro
Le Grand Prix automobile de Rio de Janeiro était un Grand Prix organisé entre 1933 et 1954 dans la ville de Rio de Janeiro.
Le pilote ayant remporté le plus de succès est Chico Landi avec trois victoires. Alfa Romeo remporte six victoires ce qu'il lui permet d'être le constructeur le plus victorieux.

## Palmarès
| Année     | Vainqueur               | Voiture       | Championnat | Circuit     | Résultats |
| --------- | ----------------------- | ------------- | ----------- | ----------- | --------- |
| 1933      | Manuel de Teffé         | Alfa Romeo    | -           | Gávea       | Résultats |
| 1934      | Irineu Correa           | Ford          | -           | Gávea       | Résultats |
| 1935      | Riccardo Carú           | Fiat          | -           | Gávea       | Résultats |
| 1936      | Vittorio Coppoli        | Bugatti       | -           | Gávea       | Résultats |
| 1937      | Carlo Maria Pintacuda   | Alfa Romeo    | -           | Gávea       | Résultats |
| 1938      | Carlo Maria Pintacuda   | Alfa Romeo    | -           | Gávea       | Résultats |
| 1939-1940 | Non couru               | Non couru     | Non couru   | Non couru   | Non couru |
| 1941      | Chico Landi             | Alfa Romeo    | -           | Gávea       | Résultats |
| 1942-1946 | Non couru               | Non couru     | Non couru   | Non couru   | Non couru |
| 1947      | Chico Landi             | Alfa Romeo    | -           | Gávea       | Résultats |
| 1948      | Chico Landi             | Alfa Romeo    | -           | Gávea       | Résultats |
| 1949      | Luigi Villoresi         | Maserati      | -           | Gávea       | Résultats |
| 1950-1951 | Non couru               | Non couru     | Non couru   | Non couru   | Non couru |
| 1952      | Henrique Casini         | Ferrari       | -           | Gávea       | Résultats |
| 1953      | Non couru               | Non couru     | Non couru   | Non couru   | Non couru |
| 1954      | Emmanuel de Graffenried | Maserati      | -           | Gávea       | Résultats |
| 1955–1995 | Non couru               | Non couru     | Non couru   | Non couru   | Non couru |
| 1996      | André Ribeiro           | Lola-Honda    | Champ Car   | Jacarepaguá | Résultats |
| 1997      | Paul Tracy              | Penske-Ilmor  | Champ Car   | Jacarepaguá | Résultats |
| 1998      | Greg Moore              | Reynard-Ilmor | Champ Car   | Jacarepaguá | Résultats |
| 1999      | Juan Pablo Montoya      | Reynard-Honda | Champ Car   | Jacarepaguá | Résultats |
| 2000      | Adrián Fernández        | Reynard-Ford  | Champ Car   | Jacarepaguá | Résultats |